# Erica Lillegg
Erica Lillegg, née Maria Erika Paula Lillegg le 18 janvier 1907 à Graz et morte le 12 décembre 1988 à Cosne-Cours-sur-Loire, est une romancière autrichienne de langue allemande, autrice de livres pour la jeunesse.

## Biographie
Fille de Alois von Lillegg, employé de la Südbahn, et de Maria Karolina Lillegg (née Kuwasseg), femme au foyer, elle est l'avant-dernière d'une famille de sept enfants. Elle devient orpheline de père à l'âge de deux ans en 1909, ce qui la marque au point qu'elle en fait le sujet de certains de ses livres, notamment Vevi.

## Œuvres
- Jakob war ein Schusterjunge (1948)
- Vevi (1956)
- Feuerfreund (1957). Sélectionné pour le Deutscher Jugendliteraturpreis de 1958.
- Michel und das Milchpferd (1957)[4]
- Scarlet und die Eifersucht (1959)
- Scarlet, ihr Weg zum Theater (1961)
- Peps (1964)
- Erika und Erik (1988)

## Recherche
Erika Lillegg est une autrice peu connue et étudiée, y compris dans son pays. Elle est mentionnée dans le Lexikon der Kinder- und Jugendliteratur, dictionnaire spécialisé de Klaus Doderer (de) et dans le Kinder- und Jugendliteratur in Deutschland 1840-1950, index littéraire spécialisé d'Aiga Klotz. Selon Ernst Seibert, cela est dû au peu de recherches sur son œuvre et au fait que les auteurs autrichiens étaient publiés en Allemagne en tant qu'Allemands.

### Articles de presse
- (de) « Pippis vergessene österreichische Schwester », Die Presse,‎ 13 novembre 2007 (lire en ligne)